# Philodryas erlandi
Philodryas erlandi — вид змій родини полозових (Colubridae). Мешкає в Південній Америці.

## Поширення і екологія
Philodryas erlandi мешкають на південному сході Болівії, в Парагваї та на північному заході Аргентини.